# Parasongella japonica
Parasongella japonica är en insektsart som beskrevs av Ichikawa 2001. Parasongella japonica ingår i släktet Parasongella och familjen syrsor. Inga underarter finns listade i Catalogue of Life.